# Eucnide
Eucnide es un género de plantas con flores perteneciente a la familia Loasaceae. Es nativo de áreas de desierto en California, Arizona, Utah y Baja California. Comprende 20 especies descritas y de estas, solo 13 aceptadas.

## Descripción
Es un arbusto que alcanza los 30-60 cm de altura. Las flores aparecen desde primavera a verano temprano, son de color crema a amarillo pálido con cinco pétalos de 2.5 a 5cm de longitud. Las hojas son serradas de  2 a 6.5 cm de longitud con pelillos que también se encuentran en los tallos.

## Taxonomía
El género fue descrito por Joseph Gerhard Zuccarini y publicado en Delectus Seminum Hortus Monac. 1844: [4]. 1844. La especie tipo es: Eucnide bartonioides  Zucc.
Etimología
Eucnide: nombre genérico que deriva de las palabras griegas eu = "bien o bastante", y knide =  "ortiga", refiriéndose por tanto a que es una planta fuertemente parecida a la ortiga.

## Especies aceptadas
A continuación se brinda un listado de las especies del género Eucnide aceptadas hasta septiembre de 2014, ordenadas alfabéticamente. Para cada una se indica el nombre binomial seguido del autor, abreviado según las convenciones y usos.
- Eucnide aurea  (A. Gray) H. J. Thomps. & W. R. Ernst
- Eucnide bartonioides  Zucc.
- Eucnide cordata  Kellogg ex Curran
- Eucnide durangensis  H.J.Thomps. & A.M.Powell
- Eucnide floribunda  S.Watson
- Eucnide grandiflora  (Groenl.) Rose
- Eucnide hirta  (G.Don) H.J.Thomps. & W.R.Ernst
- Eucnide hypomalaca  Standl.
- Eucnide lobata  A. Gray
- Eucnide rupestris  (Baill.) H.J.Thomps. & W.R.Ernst
- Eucnide tenella  (I.M.Johnst.) H.J.Thomps. & W.R.Ernst
- Eucnide urens  Parry
- Eucnide xylinea  C.H.Mull..